# Kuźnica (gmina Nowa Brzeźnica)
Kuźnica – wieś w Polsce położona w województwie łódzkim, w powiecie pajęczańskim, w gminie Nowa Brzeźnica.
W latach 1975–1998 miejscowość należała administracyjnie do województwa częstochowskiego.
Wieś leży nad rzeką Czarną Okszą, nazywaną niekiedy Kocinką.
We wsi mieści się Ośrodek Obozowo-Biwakowy Hufca ZHP Ruda Śląska.
We wsi znajduje się jeden obiekt handlowy, przy drodze krajowej nr 492 z Folwarku do wsi Ważne Młyny.
- Info o Ośrodku na stronie Hufca ZHP Ruda Śląska